# Магакян, Вергинэ Сасуновна
Вергинэ Сасуновна Магакян (род. 26 марта 1973) — российская футболистка и игрок в мини-футбол, вратарь.

## Биография
В большом футболе выступала в высшей лиге России в середине 1990-х годов в составе московского «Чертаново». В 1996 году со своим клубом принимала участие в Кубке чемпионов Содружества.
Позднее выступала в мини-футболе. По состоянию на 2011 год играла за клуб высшего дивизиона России «Томск-СибГМУ», где была играющим тренером. Также работала тренером со взрослой командой МГУП и с детьми в СДЮШОР «Олимп» (Видное).